# Catharsis (roman)
Catharsis (1983) este un roman science fiction al autorului român Romulus Bărbulescu.

## Considerații generale
Acesta este primul roman science fiction scris de Romulus Bărbulescu fără colaborarea lui George Anania, deși cei doi au recunoscut că s-au ajutat reciproc în proiectele individuale. Romanul abordează problematica influențării comportamentului uman de la distanță, folosindu-se în acest scop teoriile efectului de piramidă și cele care au la bază fotografiile Kirlian. 
Alexandru Mironov a catalogat cartea ca "o poveste pe teme sportive, dar mustind de filozofie existențialistă și grea, încărcată de sensuri", ceea ce l-a determinat să considere că "scriitorii născuți prin diviziune din trupul regretatului Romulusbărbulescugeorgeanania realizează, fiecare, cărți bune, dar nu capodopere". La rândul său, Aurel Cărășel a fost de părere că "romanul se situează la limita dintre literatura mainstream, romanul cu detectivi al secolului XX și SF", sesizând "influența maeștrilor Arthur Conan Doyle și Raymond Chandler".

## Intriga

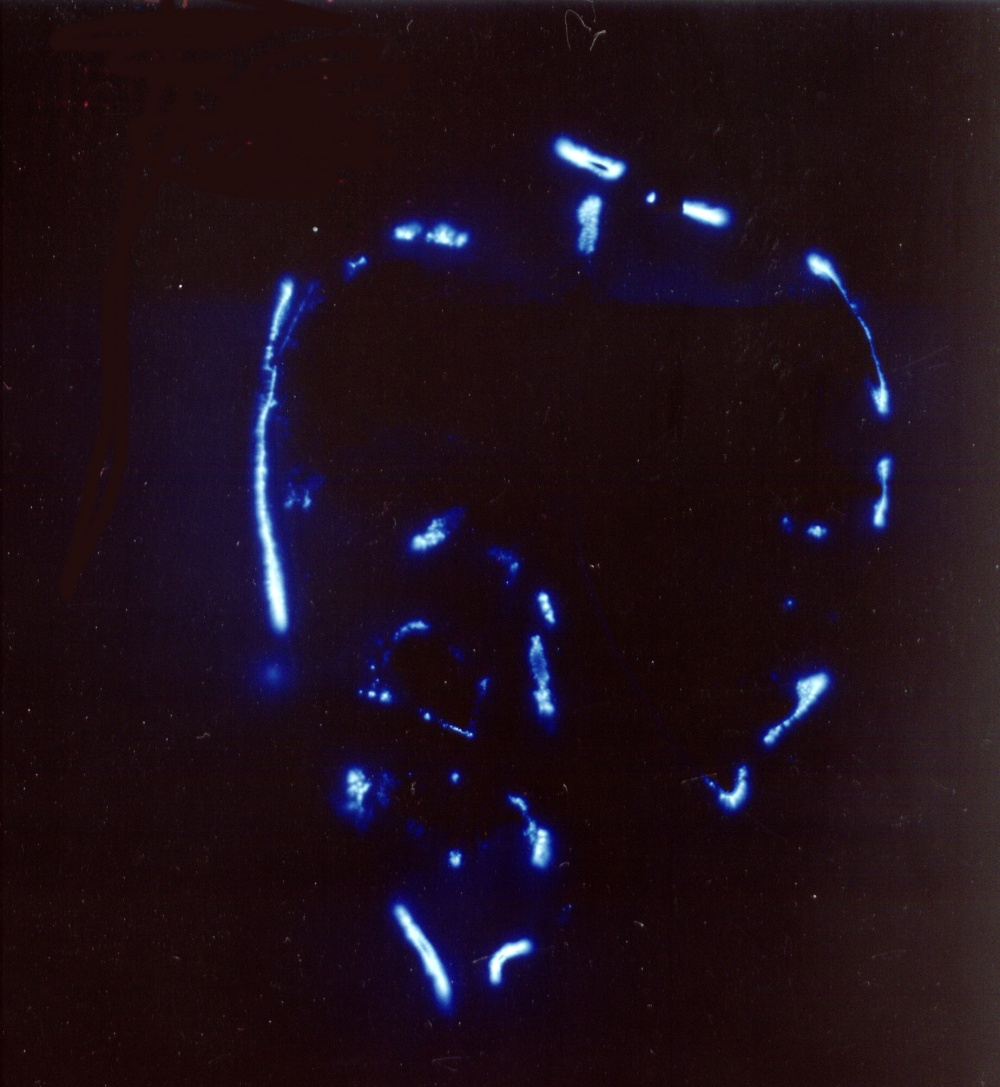
Fotografia unei frunze efectuată prin tehnica Kirlian

Van Mennen este doctorul complexului sportiv Tsunami, al cărui sportivi sunt recordmeni mondiali la o sumedenie de probe. Meticulos și dedicat meseriei sale, Van Mennen nu își pune întrebări legate de aceste performanțe, considerând că ele sunt doar rodul profesionalismului personalului complexului. Asta până într-o dimineață când află că fiul său s-a întâlnit cu un fost sportiv, mort în urmă cu câțiva ani, care l-a învățat un cântec despre care se presupune că ar îmbunătăți performanțele sportive.
Van Mennen este intrigat și de faptul că o fostă prietenă de-a lui, Irmgard Renate Stein, s-a mutat în oraș și și-a deschis o clinică, în care tratează un caz ciudat. Acestui caz i se adaugă și situația a doi sportivi de performanță. Unul dintre aceștia are un eșec răsunător din cauză că, pe parcursul competiției, a fost asaltat în continuu de amintiri, în timp ce celălalt doboară un record mondial și apoi moare.
Lucrurile se precipită, iar Van Mennen se trezește în mijlocul unui complot care e pe cale să îi aducă moartea. Salvarea îi vine de la prietenul său, inspectorul șef Joop K.G., care îl plasează apoi sub tutela lui Irmgard Renate Stein. Abia acum se pun cap la cap toate misterele care au dus la evenimentele din ultimele zile, iar Van Mennen află că a fost un pion în jocul murdar al celor de la Tsunami. Aceștia perfecționaseră o metodă descoperită cu ani în urmă de către dr Stein, prin care se influența comportamentul uman de la distanță cu ajutorul efectului de piramidă și al biocâmpului. Folosită inițial pentru a-și stimula proprii sportivi și a-i încurca pe adversari, metoda era în pericol să devină un mod de manipulare la nivel global.
Irmgard Renate Stein reușește să dejoace acest complot cu ajutorul lui Joop K.G., care făcuse un joc dublu, iar conducătorii complexului Tsunami sunt pedepsiți. Van Mennen trece printr-un proces de echilibrare psihică prin intermediul unui catharsis, iar întreaga narațiune se dovedește a fi fost doar retrăirea de către el a vechilor evenimente.

## Lista personajelor
- Van Mennen - doctor în complexul sportiv Tsunami
- Joop K.G. - inspector șef, bun prieten cu Van Mennen
- Irmgard Renate Stein - biolog care a descoperit o metodă de influențare la distanță a comportamentului uman, tehnică furată de cei de la Tsunami, pe care încearcă să îi înfunde; fostă prietenă a lui Van Mennen
- Doamna Turner - secretara lui Van Mennen
- Elsa - soția lui Van Mennen
- Konrad - fiul lui Van Mennen
- Yamada Hyo Toshiba - unul dintre cei doi conducători ai complexului Tsunami
- Martin Doga - unul dintre cei doi conducători ai complexului Tsunami
- Emilia Krestel alias Dolle Dinsdag - soția lui Toshiba, fostă prietenă a lui Irmy, care i-a furat descoperirea și a înmânat-o celor de la Tsunami
- Oldmund Cliff - sergent de poliție
- Marc Palladio Deuteriu - inspector de poliție
- Aby Ta-o-tou, George Hay, Alvin Brüg - sportivi